# Xouaxange
Xouaxange és un municipi francès situat al departament del Mosel·la i a la regió del Gran Est. L'any 2007 tenia 344 habitants.

## Demografia

### Població
El 2007 la població de fet de Xouaxange era de 344 persones. Hi havia 112 famílies, de les quals 16 eren unipersonals (12 homes vivint sols i 4 dones vivint soles), 28 parelles sense fills, 44 parelles amb fills i 24 famílies monoparentals amb fills.
La població ha evolucionat segons el següent gràfic:
Habitants censats

### Habitatges
El 2007 hi havia 131 habitatges, 120 eren l'habitatge principal de la família, 1 era una segona residència i 10 estaven desocupats. 119 eren cases i 12 eren apartaments. Dels 120 habitatges principals, 76 estaven ocupats pels seus propietaris, 42 estaven llogats i ocupats pels llogaters i 2 estaven cedits a títol gratuït; 1 tenia dues cambres, 9 en tenien tres, 31 en tenien quatre i 79 en tenien cinc o més. 99 habitatges disposaven pel capbaix d'una plaça de pàrquing. A 37 habitatges hi havia un automòbil i a 72 n'hi havia dos o més.

### Piràmide de població
La piràmide de població per edats i sexe el 2009 era:
| Homes | Edats   | Dones |
| ----- | ------- | ----- |
| 0     | 95 o +  | 0     |
| 0     | 90 a 94 | 0     |
| 0     | 85 a 89 | 0     |
| 0     | 80 a 84 | 0     |
| 4     | 75 a 79 | 4     |
| 0     | 70 a 74 | 0     |
| 4     | 65 a 69 | 8     |
| 0     | 60 a 64 | 4     |
| 8     | 55 a 59 | 0     |
| 4     | 50 a 54 | 8     |
| 20    | 45 a 49 | 0     |
| 16    | 40 a 44 | 24    |
| 24    | 35 a 39 | 20    |
| 20    | 30 a 34 | 16    |
| 8     | 25 a 29 | 12    |
| 4     | 20 a 24 | 4     |
| 4     | 15 a 19 | 20    |
| 28    | 10 a 14 | 16    |
| 32    | 5 a 9   | 36    |
| 32    | 0 a 4   | 12    |

## Economia
El 2007 la població en edat de treballar era de 237 persones, 176 eren actives i 61 eren inactives. De les 176 persones actives 155 estaven ocupades (82 homes i 73 dones) i 21 estaven aturades (12 homes i 9 dones). De les 61 persones inactives 15 estaven jubilades, 23 estaven estudiant i 23 estaven classificades com a «altres inactius».

### Ingressos
El 2009 a Xouaxange hi havia 116 unitats fiscals que integraven 336,5 persones, la mediana anual d'ingressos fiscals per persona era de 16.761 €.

### Activitats econòmiques
Dels 6 establiments que hi havia el 2007, 1 era d'una empresa de fabricació d'altres productes industrials, 1 d'una empresa de construcció, 1 d'una empresa d'hostatgeria i restauració, 2 d'empreses d'informació i comunicació i 1 d'una empresa classificada com a «altres activitats de serveis».
Dels 2 establiments de servei als particulars que hi havia el 2009, 1 era una fusteria i 1 restaurant.

## Equipaments sanitaris i escolars
El 2009 hi havia 1 escola maternal integrada dins d'un grup escolar amb les comunes properes formant una escola dispersa i 1 escola elemental integrada dins d'un grup escolar amb les comunes properes formant una escola dispersa.

## Poblacions més properes
El següent diagrama mostra les poblacions més properes.